# Østerlen
Østerlen (svensk: Österlen) er slettelandet i det sydøstlige Skåne. Der findes ingen geografisk fast grænse for landskabet. Største by er Simrishamn. Landskabet er meget turistpræget. Større seværdigheder er Ales sten, Kivik-graven, Stenshuvud og Glimmingehus.